# Morasko

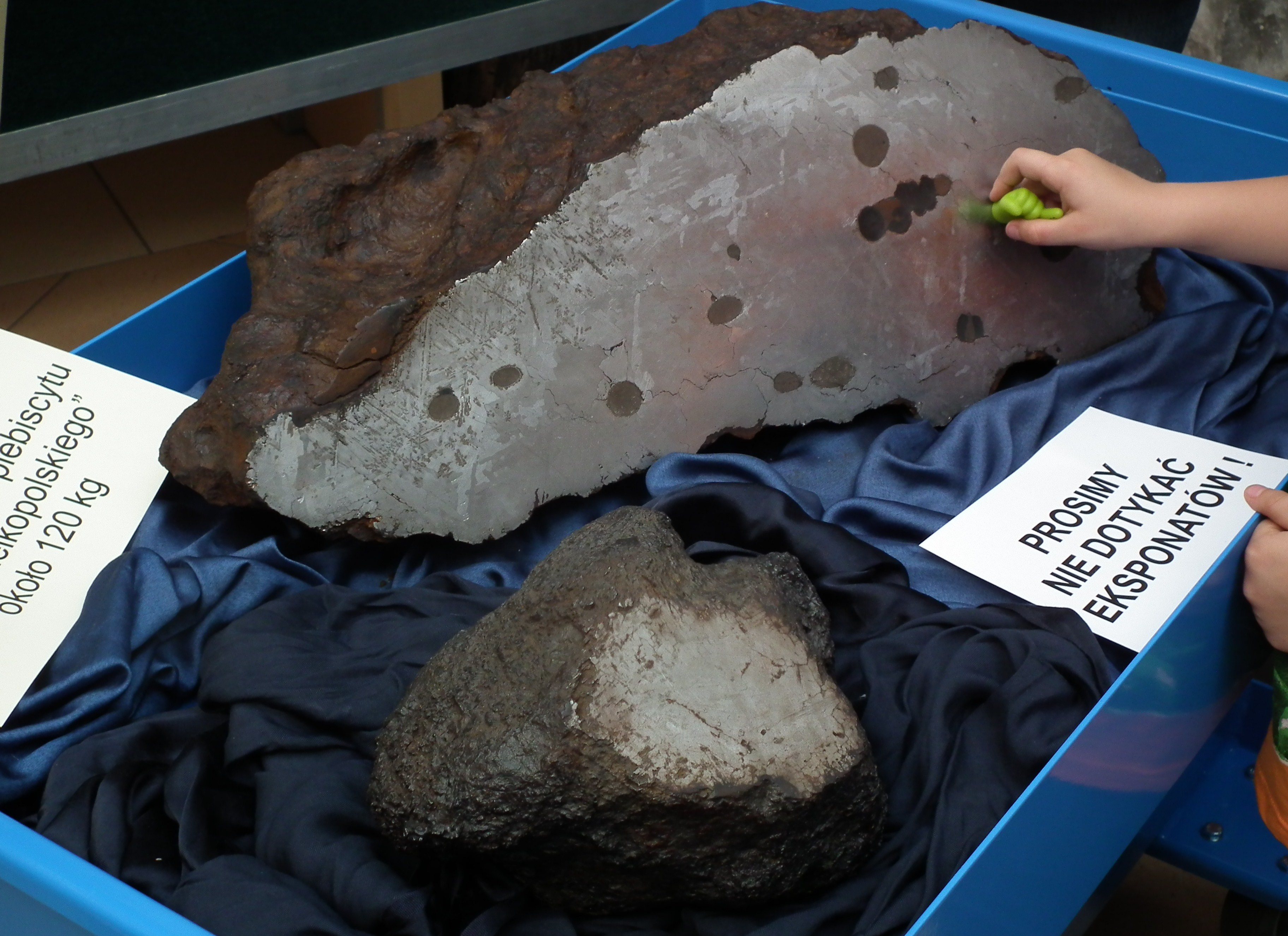
Метеорит Рудий, 164 кг

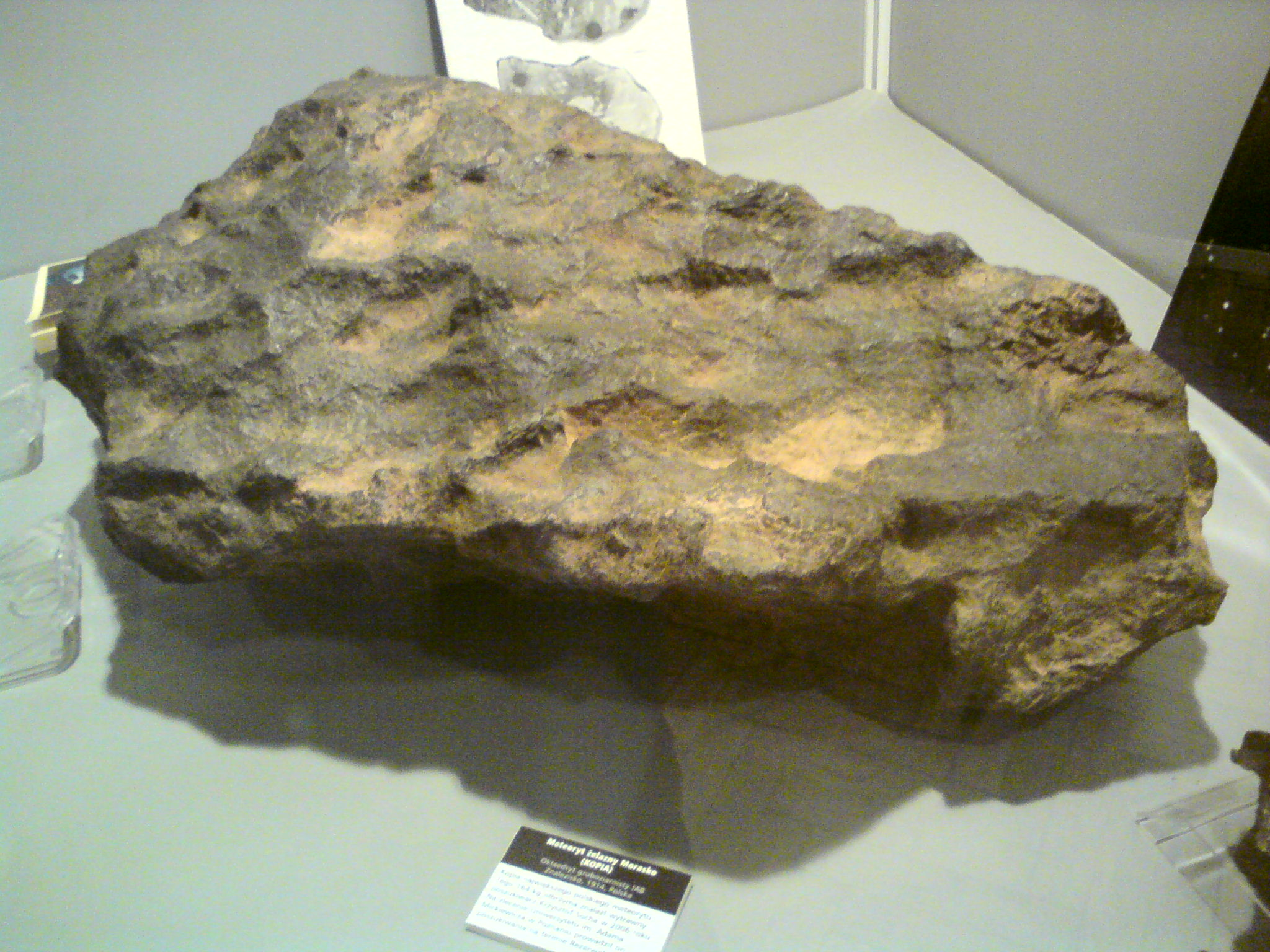
Фрагмент метеориту на виставці в у Варшаві

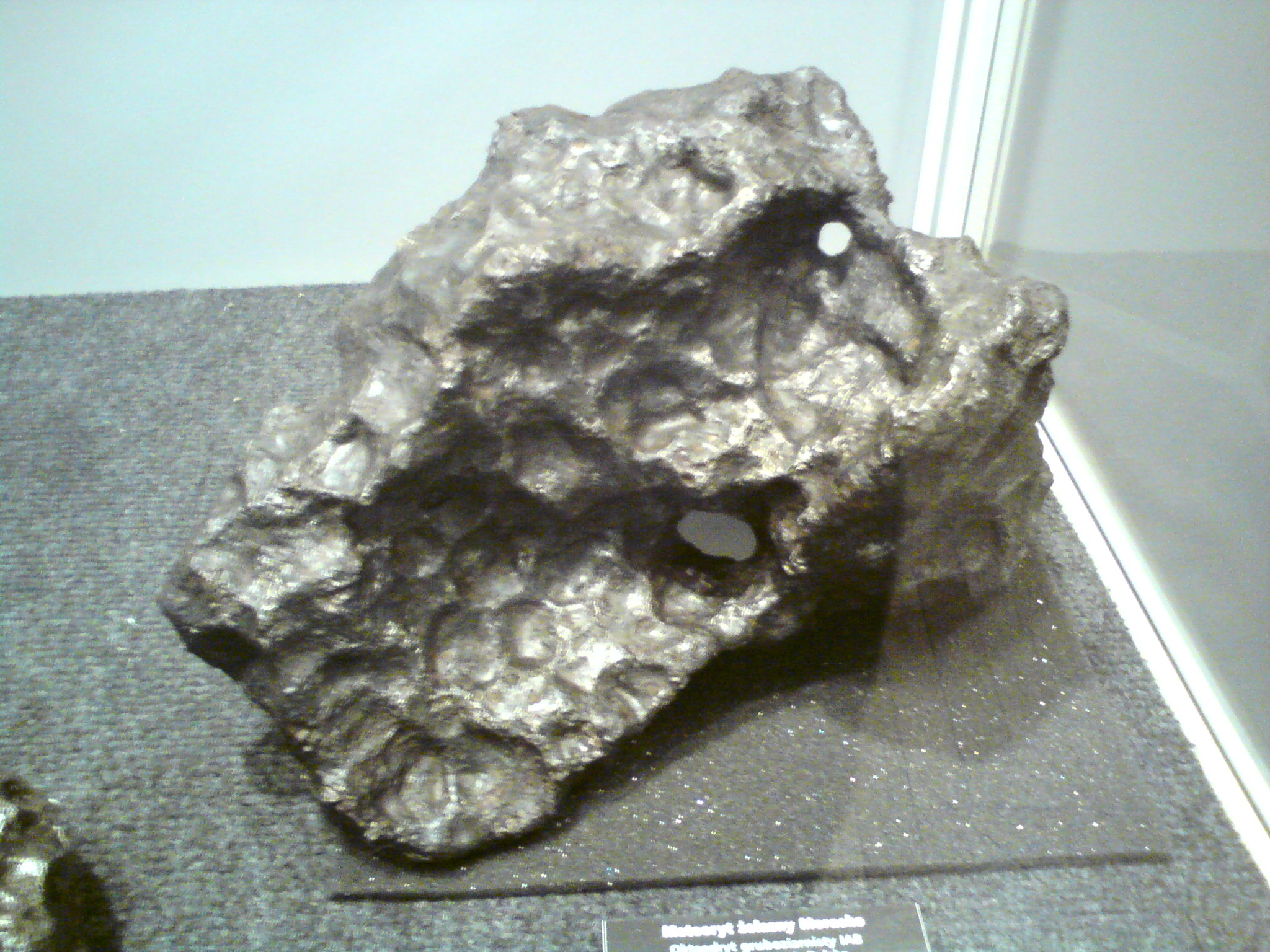
Фрагмент метеориту на виставці в у Варшаві

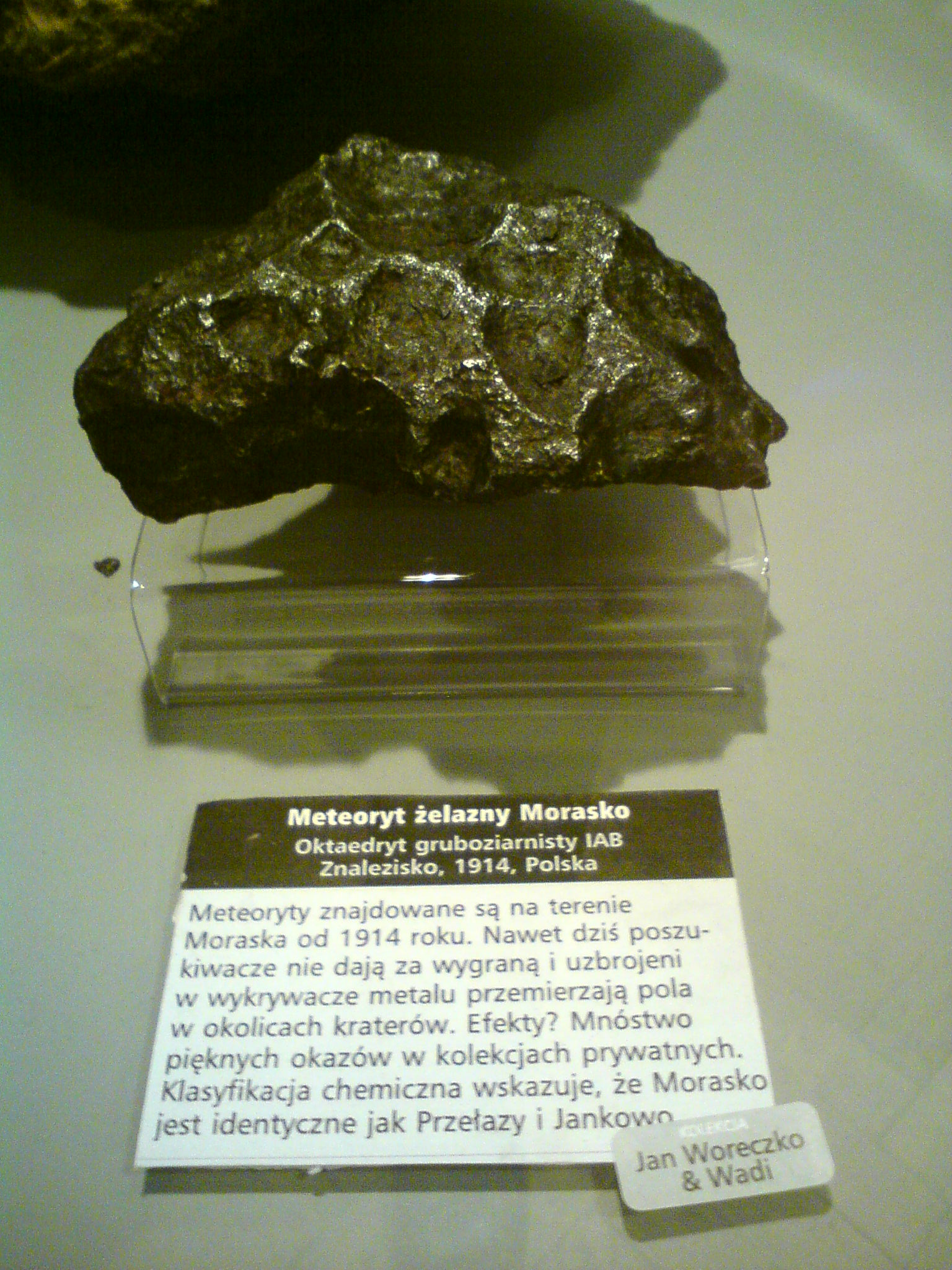
Фрагмент метеориту на виставці в у Варшаві

Мораско (Morasko) — загальна назва знахідок залізного метеорита, що розпався в атмосфері, уламки якого знайдені в Польщі біля села Мораско (нині північна частина міста Познань).
Перший фрагмент метеорита був знайдений 1914 року під час риття окопів. Після цього продовжували знаходити нові фрагменти. Найбільший відомий фрагмент під назвою «Крушинка» масою 271,8 кг було знайдено 2017 року. Він же є найбільшим метеоритом, будь-коли знайденим в Польщі.
Для захисту місця падіння та ударних кратерів був створений природний заповідник «Метеорит Мораско».

## Характеристика
Відноситься до групи залізних метеоритів (крупнозернисті октаедрити IAB-MG).
Термолюмінісцентне датування віку спеченої кори, а також датування найдавніших відкладень, що заповнювали кратери, показали, що цей метеорит впав між 4100 і 2700 роками до н. е. Удар був із північно-східного або східно-західного напрямків. На основі комп'ютерного моделювання встановлено, що кут входу в атмосферу становить 30–34°. Вважається, що зіткнення з Землею відбулося на швидкості від 2 до 7 км/с.
Мінеральний склад: камацит, теніт, троіліт, графіт, шрайберзит, рабдит, коеніт, сфалерит, уітлокіт, мораскоїт.
Хімічний склад: залізо 93 %; нікель 6,56 %; кобальт 0,46 %; мідь 130ppm; галій 102 ppm; германій 500ppm; миш'як 11,5 ppm; вольфрам 1,7 ppm; золото 1.47 ppm; іридій 1,0 ppm.

## Історія
12 листопада 1914 року під час розкопок для військових укріплень в Мораско на межі лісу та ріллі з глибини 0,5 м було викопано скибку заліза вагою 77,5 кг. Сержант Коблінер, який керував земляними роботами, одразу впізнав у викопаному фрагменті метеорит. Він передав знахідку Великопольському музею. Нині цей фрагмент знаходиться в колекції Геологічного музею Польської академії наук у Кракові.
Пізніше знаходили інші фрагменти метеорита.
У вересні 2006 року в результаті пошуків за допомогою металодетектора було знайдено метеорит масою 164 кг. На той час це був найбільший метеорит, знайдений у Польщі.
16 вересня 2012 року почалися пошуки нових зразків метеорита на більшій, ніж раніше, глибині за допомогою кадрового детектора імпульсного типу фірми Лоренц. Лукашем Смулою та Магдаленою Скіжевською на глибині 217 см був виявлений метеорит конічної форми з розмірами 50 на 40 на 71 см і вагою 261 кг. На момент знахідки він став найбільшим метеоритом, знайденим у Польщі. Тепер цей екземпляр представлений у Музеї Землі Університету імені Адама Міцкевича в Познані.
У 2017 році рекорд був побитий, коли Анджей Овчазак і Міхал Небельський знайшли фрагмент вагою 271,8 кг. Назвали його «Крушинка» (Kruszynka). Він знаходиться в приватній колекції.

## Хронологія знахідок
- 1914, д-р Франц Коблінер, 77,5 кг, на стрілецьких насипах біля Мораско, під час риття окопів. Фрагмент знаходиться в колекції Геологічного музею Польської академії наук у Кракові.
- 1956, Єжи Покшивіцький, 78 кг, хутір у селі Морасько, під час каталогізації польських колекцій метеоритів та їх пошуку саперними методами. Фрагмент знаходиться в колекції Мінералогічного музею у Вроцлаві.
- 1992, невідома особа, 56 кг, біля заповідника. Фрагмент знаходиться в колекції Музею Землі УАМ.
- 1990-ті роки., Генрик Новацький, 71,2 кг, біля заповідника. Місце зберігання невідоме.
- 2000, Олександр Гелер, Томас Курц, Маттіас Курц, 51 кг, біля заповідника. Місце зберігання невідоме.
- 2003, Waldemar Ruliński, 54 кг, біля заповідника. Фрагмент знаходиться у приватній колекції.
- 2006, Кшиштоф Соха, 164 кг, зона заповідника. Фрагмент знаходиться в колекції Музею Землі УАМ. В результаті плебісциту «Głos Wielkopolski» метеорит отримав назву «Рудий» (Rudy).
- 2008, Лукаш Смула, Магдалена Скіжевська, 28,1 кг, біля заповідника. Фрагмент знаходиться в приватних колекціях.
- 2011, Стів Арнольд, Джеффрі Ноткін, 34 кг, зона заповідника (на глибині 160 см). Фрагмент знаходиться в колекції Музею Землі УАМ. Знайдено Meteorite Men (Discovery Science), мисливцями за метеоритами.
- 2012, Магдалена Скіжевська, Лукаш Смула (у співпраці з П'єром Рошеттом і Анджеєм Мушинським)[11], 261 кг, зона заповідника (на глибині 218 см). Фрагмент знаходиться в колекції Музею Землі УАМ,
- 2014, Магдалена Скіжевська, Лукаш Смула, 73 кг, біля заповідника. Фрагмент знаходиться в приватних колекціях.
- 2015, Анджей Овчазак, Міхал Небельський, дві частини: 174 і 31 кг, біля заповідника. Фрагменти знаходяться у приватних колекціях[12].
- 2017, Анджей Овчазак, Міхал Небельський, 271 кг, поза межами заповідника (до того найбільшим метеоритом у Польщі був екземпляр вагою 261,2 кг, знайдений у 2012 році)[9].